# Edmond Jabès
Edmond Jabès (ur. 14 kwietnia 1912 w Kairze, zm. 2 stycznia 1991 w Paryżu) – francuski poeta pochodzenia żydowskiego. 
Wychował się w osiadłej w Egipcie zamożnej rodzinie żydowskiej, związanej z kulturą francuską. Pisał wyłącznie w języku francuskim. Po kryzysie sueskim  w 1956, kiedy Żydzi przestali być tolerowani w Egipcie, przeniósł się z rodziną do Francji i zamieszkał na stałe w Paryżu.